# Totalmusik
Totalmusik är det fjärde studioalbumet av den svenska indiepopgruppen Solen, utgivet den 15 oktober 2021 på Playground Music.

## Låtförteckning
1. "Tillsammans" – 4:35
2. "Fjärran stränder" – 3:27
3. "Mitt nya liv" – 3:29
4. "Gävle" – 6:11
5. "Inne i mitt huvud" – 3:00
6. "Snabbare framåt" – 4:41
7. "Rosa" – 4:34
8. "Länge leve" – 2:49
9. "Lyckligt slut" – 7:03
10. "Atlantis" – 2:15